# Гелалетес
Гелалетес (лат. Helaletes nanus) — вымерший вид тапироподобных травоядных отряда непарнокопытные, обитавших в Северной Америке в среднем эоцене. Единственный вид в своём роде и подсемействе.

## Внешний вид и строение
Гелалетес был небольшим животным весом около 15 кг. Был более стройным и длинноногим, чем современные тапиры.

## Места и древность находок
Эти звери известны из среднего эоцена Северной Америки, США (штаты Вайоминг, Монтана, Колорадо, Невада, Юта). Их родственники неопределённой видовой принадлежности (Helaletes sp.), возможно, жили в эоцене в Азии (Казахстан).

## Питание и образ жизни
Гелалетес, как и большая часть тапирообразных, кормился листьями и молодыми побегами. Средой обитания им служили влажные и тёплые леса эоцена. Они предпочитали держаться в зарослях кустарников по берегам рек и озёр на мягком и влажном грунте. Судя по строению ног, бегали они явно быстрее современных тапиров.